# Elezioni presidenziali in Uzbekistan del 2007
Le elezioni presidenziali in Uzbekistan del 2007 si tennero il 23 dicembre.

## Risultati
| Islom Karimov          | Partito Liberale Democratico dell'Uzbekistan | 13 008 357 | 90,77 |  |  |  |  |  |
| Asliddin Rustamov      | Partito Democratico Popolare dell'Uzbekistan | 468 064    | 3,27  |  |  |  |  |  |
| Dilorom Toshmuhamedova | Partito Social Democratico della Giustizia   | 434 111    | 3,03  |  |  |  |  |  |
| Akmal Saidov           | Indipendente                                 | 420 815    | 2,94  |  |  |  |  |  |
| Totale                 | Totale                                       | 14 331 347 | 100   |  |  |  |  |  |
|                        |                                              |            |       |  |  |  |  |  |
| Voti non validi        | Voti non validi                              | 434 097    | 2,94  |  |  |  |  |  |
| Votanti                | Votanti                                      | 14 765 444 | 90,60 |  |  |  |  |  |
| Elettori               | Elettori                                     | 16 297 400 |       |  |  |  |  |  |